# Хрипчук Данііл Сергійович
Даніїл Сергійович Хрипчук (нар. 9 грудня 2003, Харків, Україна) — український футболіст, півзахисник полтавської «Ворскли».

## Клубна кар'єра
Вихованець харківських команд ДЮСШ № 9 та «Металіст». У ДЮФЛУ з 2016 по 2020 рік виступав за київське «Динамо».
У вересні 2020 року підписав контракт з «Ворсклою». Виступав за юнацьку та молодіжну команди полтавчан. За першу команду «Ворскли» дебютував 17 квітня 2021 року в переможному (4:2) домашньому поєдинку 22-го туру Прем'єр-ліги проти луганської «Зорі». Даніїл вийшов на поле на 80-ій хвилині, замінивши Володимира Чеснакова.

## Кар'єра в збірній
У березні 2021 року викликаний до попереднього складу юнацької збірної України (U-18), з якою, як очікувалося, повинен був взяти участь у підготовці до відбіркових матчів до юнацького Євро-2022, але згодом збір скасували через пандемію коронавірусу.